# Klenová (hrad)
Hrad a zámek Klenová se nachází na stejnojmenném kopci 13 km západně od města Klatovy, v Plzeňském kraji, asi 2 kilometry od Janovic nad Úhlavou. Od roku 1964 je chráněn jako kulturní památka.Hrad, založený ve druhé polovině 13. století, je hodnocen jako jedna z nejvýznamnějších památek v regionu.

## Historie
První písemná zmínka o držitelích opevněného sídla Klenová pochází z roku 1291. V té době hrad střežil obchodní stezku ze Železné Rudy do Bavorska. Z hradu pochází rod pánů z Klenové. Na přelomu 14. a 15. století, kdy hrad patřil Přibíkovi z Klenové, byl vybudován trojkřídlý hradní palác s velkým sálem a hradní kaplí, umístěnou v jižním křídle. Ve 14. a 15. století byl postaven gotický palác a před polovinou 15. století bylo rozšířeno opevnění, zesílené hranolovými a půlválcovými baštami.
Roku 1564 se na hradě narodil Kryštof Harant z Polžic a Bezdružic. Za Harantů z Polžic a Bezdružic  byl v 16. století hrad renesančně přestavěn, fasády byly vyzdobeny sgrafity  a byla upravena starší budova purkrabství.
Od 17. století hrad chátral. Ve 30. letech 19. století hrabě Eduard Stadion z Tannhausenu nechal rozpadající se hrad upravit v romantickém duchu a přilehlé hospodářské budovy dal přebudovat do podoby pozdně romantického zámku.
Ve 20. století, až do roku 1951, byla majitelkou hradu malířka Vilma Vrbová-Kotrbová. Poté se stal majetkem československého státu. V rámci restitucí byl zámek navrácen paní Vrbové-Kotrbové, která ho ve své poslední vůli v roce 1993 odkázala Galerii Klatovy-Klenová, která tuto nemovitost spravuje. Areál hradu a zámku je ve vlastnictví Plzeňského kraje, prostory zámku a jeho okolí jsou využívány jako umělecká galerie již od roku 1963.[zdroj?]

## Popis
Hradní areál se rozkládá na vrcholu kopce Klenová a je ze všech stran obklopen příkrými svahy. Vnitřní hrad se skládá ze svou částí.  Horní část hradu je ze tří stran ohraničena bývalými palácovými objekty. Nejzachovanější z těchto objektů je jižní palác s velkým sálem a přilehlou kaplí. Dolní části hradu, kde se nachází renesanční budova purkrabství a kočárovna, dominuje velká hranolová věž, romanticky upravená v 19. století. Na severovýchodní straně hradu se dochovalo unikátní  pozdně gotické opevnění s valem a baštami
Vně hradního opevnění se nachází lesopark. Příjezdová cesta do hradu vede od severu a je lemována jak historickými sochami (sv. Jan Nepomucký dole u rozcesti, sv. Václav u druhé  brány hradu), tak i novodobými uměleckými plastikami.

## Galerie

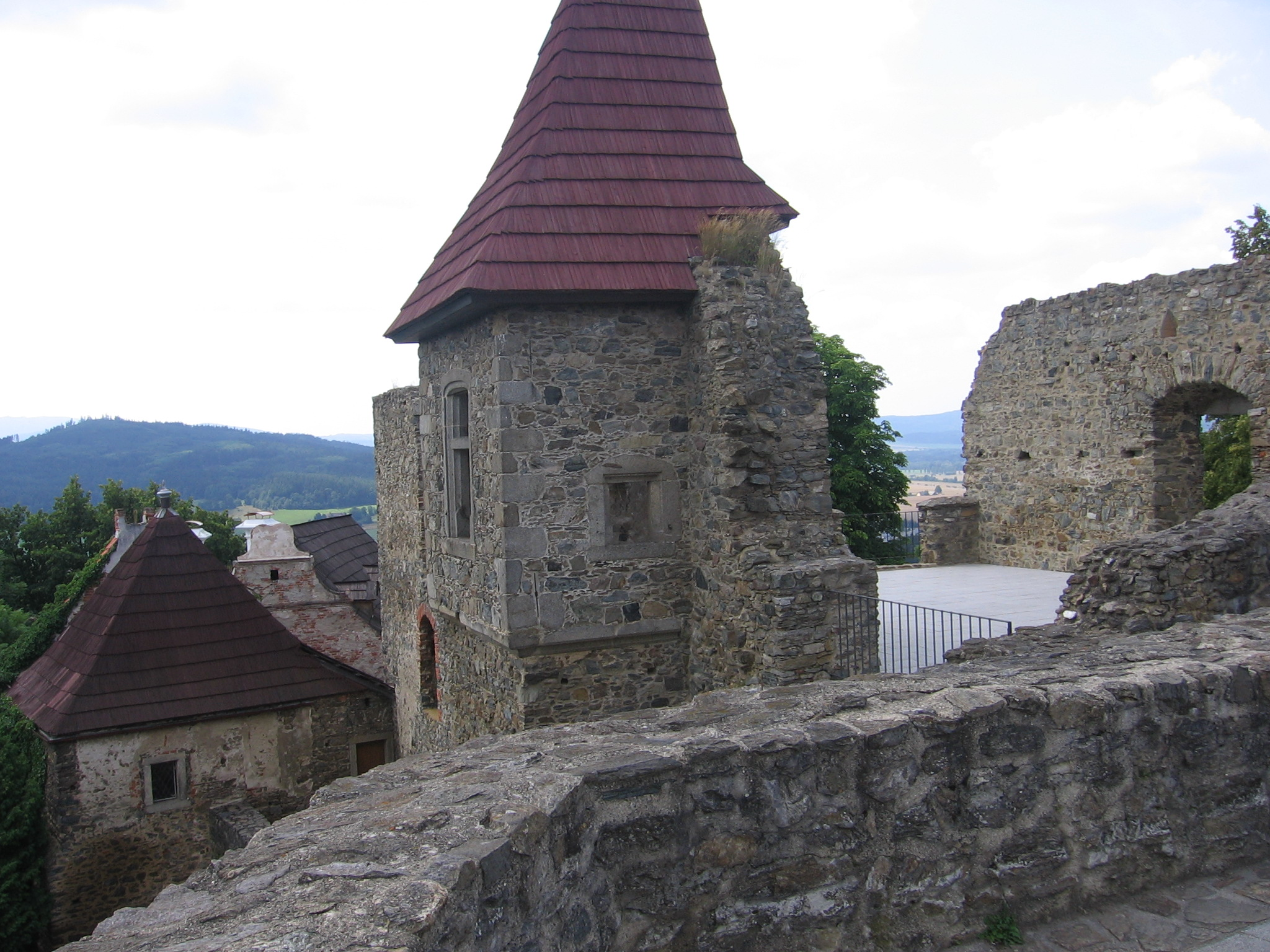
Pohled na hradní věž
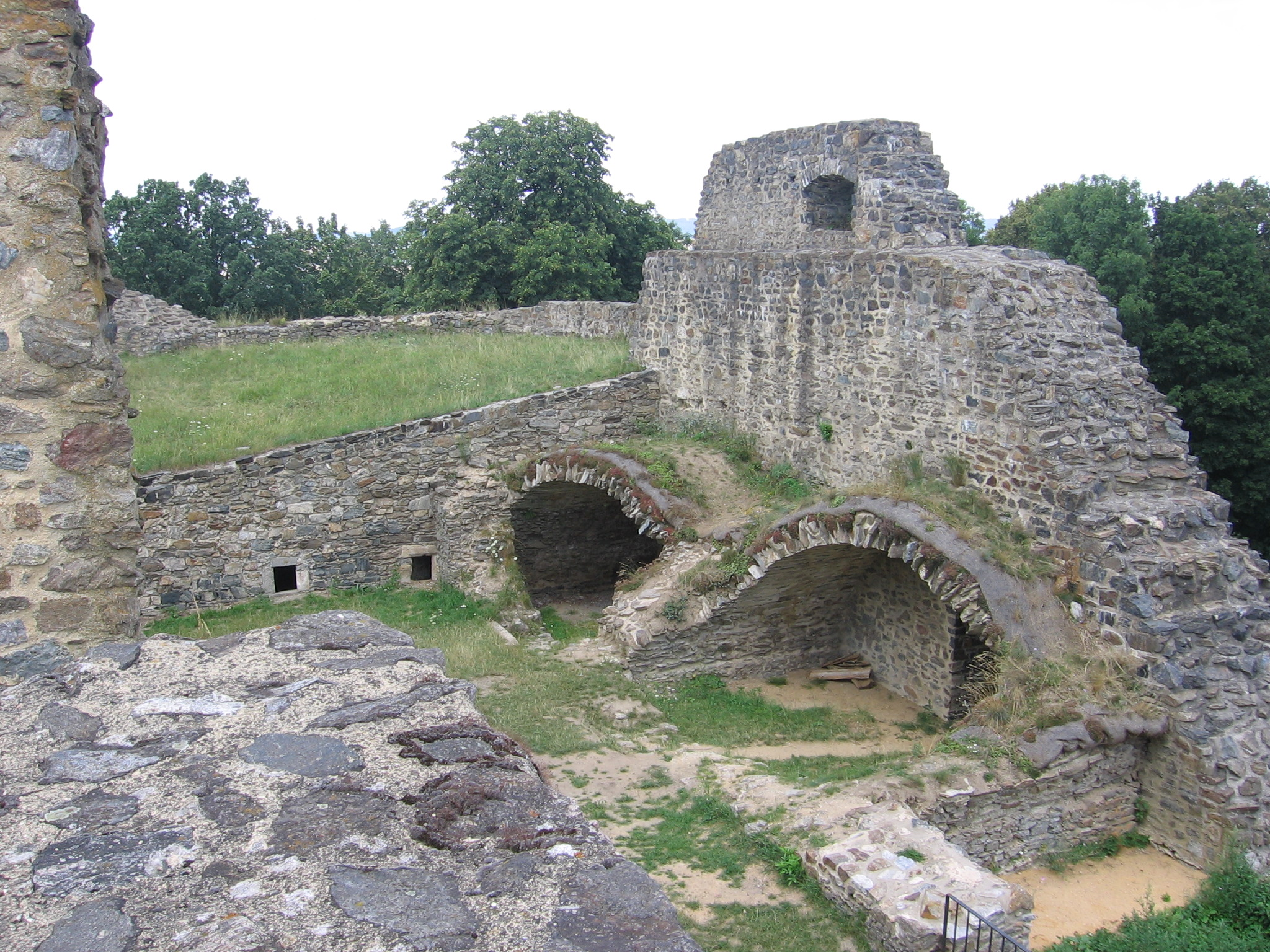
Areál hradu
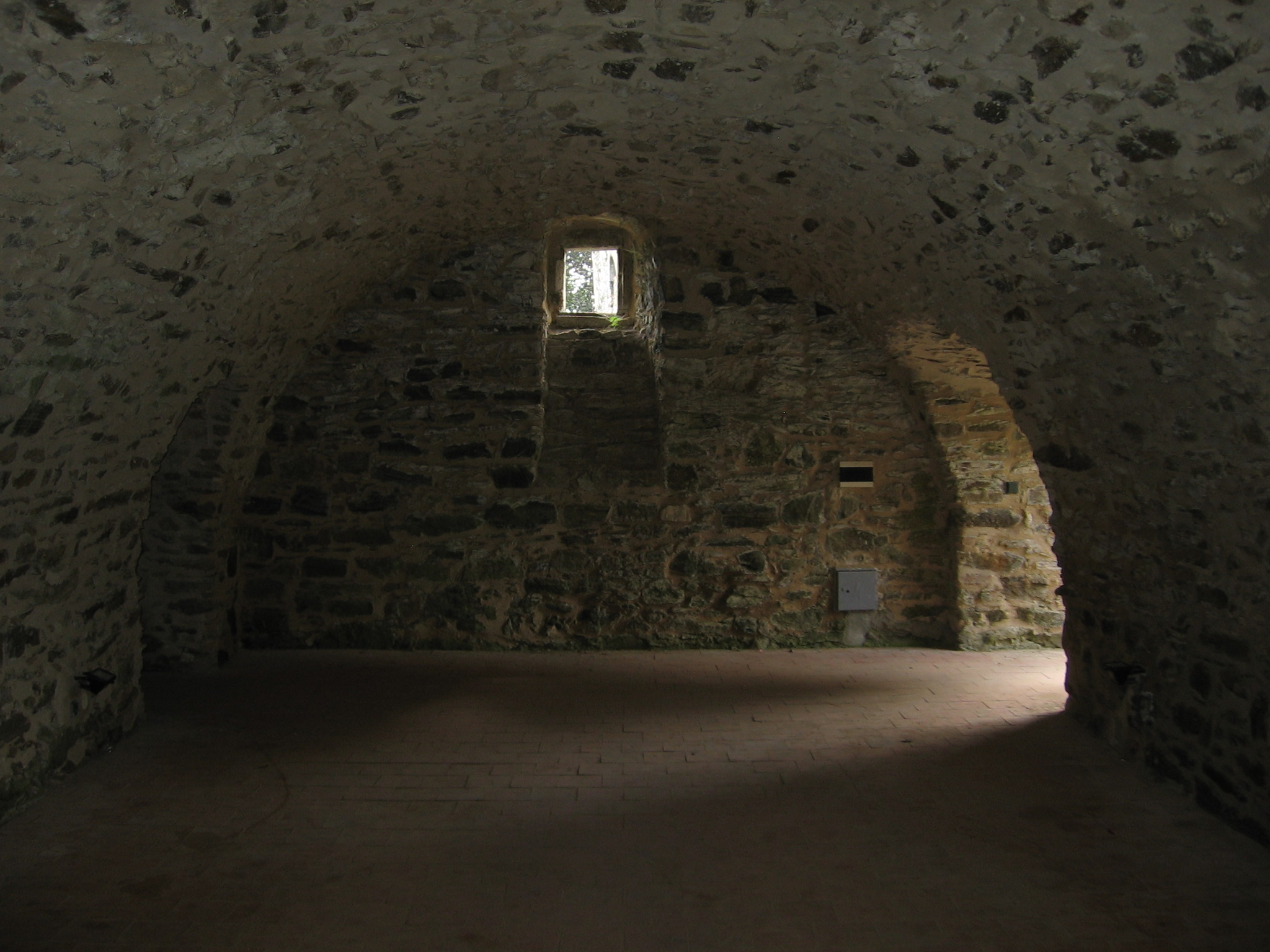
Hradní interiér
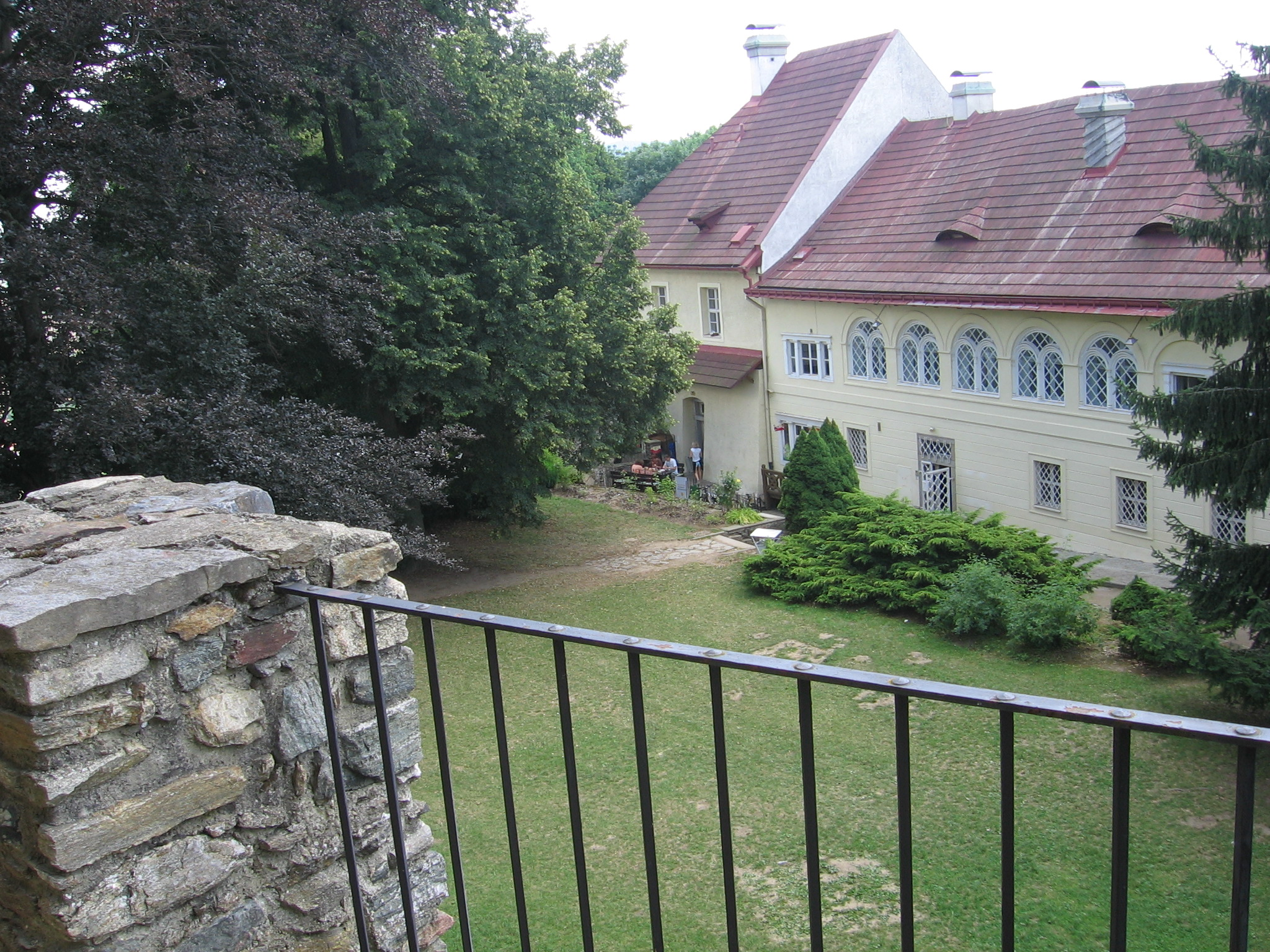
Zámek Klenová